# Ulrich Stutz

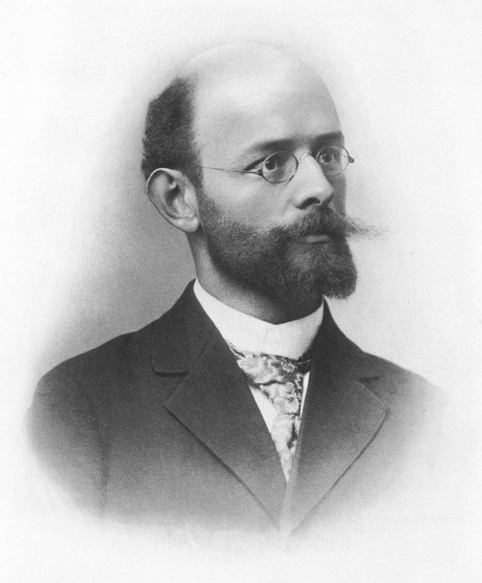
Ulrich Stutz um 1900

Ulrich Stutz (* 5. Mai 1868 in Zürich; † 6. Juli 1938 in Berlin) war ein schweizerisch-deutscher Rechtshistoriker und Kirchenrechtler.

## Leben
Ulrich Stutz gilt als einer der bedeutendsten Kirchenrechtshistoriker des 20. Jahrhunderts. Er studierte Rechtswissenschaften an den Universitäten Zürich und Berlin und wurde 1892 in Berlin promoviert. 1894 erhielt er die Venia Legendi für Rechtsgeschichte an der Universität Basel. 1896 wurde er Professor für Recht und Kirchenrecht in Freiburg, wo Nikolaus Hilling sein Nachfolger wurde. 1904 bis 1917 lehrte er zusätzlich an der Universität Bonn, baute das Kirchenrechtliche Institut an der Rechts- und Staatswissenschaftlichen Fakultät auf und legte die Grundsteine der Entwicklung der historischen Kanonistik. Von 1917 bis zu seiner Emeritierung 1936 lehrte er als ordentlicher Professor an der Berliner Universität Deutsches Recht und Kirchenrecht. Er leitete das Institut für Kirchenrecht; von ihm stammt die Charakterisierung des noch immer geltenden Staatskirchenrechts aus der Weimarer Reichsverfassung als „hinkende Trennung“. Des Weiteren ist er Urheber des Begriffs Eigenkirche; Stutz hat wesentlich zum Verständnis der frühmittelalterlichen Verflechtung von fränkisch-weltlicher und weströmisch-kirchlicher Macht beigetragen. Zu seinen Schülern zählen u. a. Johannes Heckel, Adalbert Erler und Detmar Philippi sowie der Kirchenrechtshistoriker Franz Gescher, dessen Dissertation von 1919 Stutz als 95. Heft seiner Reihe Kirchenrechtliche Abhandlungen publizierte.
Politisch exponierte Stutz sich trotz seiner Schweizer Herkunft als „rabiater deutscher Nationalist“ (Gustav Mayer). Er blieb auch nach dem Zusammenbruch des Kaiserreichs Monarchist und brachte diese Überzeugung alljährlich am 27. Januar (dem Geburtstag Wilhelms II.) in seiner Vorlesung mit einer Huldigung an den im Exil lebenden Kaiser zum Ausdruck.
Seine Grabstätte befindet sich auf dem Südwestkirchhof Stahnsdorf.

## Ehrungen
- 1912 Ehrendoktor der Universität Freiburg i.Br.
- 1914 Ehrendoktor der Universität Zürich
- 1917 Korrespondierendes Mitglied der Bayerischen Akademie der Wissenschaften
- 1918 Mitglied der Preußischen Akademie der Wissenschaften
- 1925 Auswärtiges Mitglied der Göttinger Akademie der Wissenschaften[6]
- 1927 Mitglied der Accademia Nazionale dei Lincei in Rom

## Veröffentlichungen (Auswahl)
- Geschichte des kirchlichen Benefizialwesens von seinen Anfängen bis auf die Zeit Alexanders III. 2. Auflage, Aalen 1961.
- Der Geist des Codex iuris canonici. Eine Einführung in das auf Geheiß Papst Pius X. verfasste und von Papst Benedikt XV. erlassene Gesetzbuch der katholischen Kirche. Enke, Stuttgart 1918.
- Gutachten über die rechtliche Stellung des evangelischen Universitätspredigers an der Rheinischen Friedrich-Wilhelms-Universität in Bonn, [Bonn 1914]  (Digitalisat).
- Der neueste Stand des deutschen Bischofswahlrechtes. Mit Exkursen in das Recht des 18. und 19. Jahrhunderts. Stuttgart 1909.
- Das Verwandtschaftsbild des Sachsenspiegels und seine Bedeutung für die sächsische Erbfolgeordnung. Breslau 1890.